# Comté de White (Illinois)
Pour les articles homonymes, voir White et Comté de White.
Le comté de White est un comté situé dans l'État de l'Illinois, aux États-Unis. En 2000, sa population est de 15 371 habitants. Son siège est Carmi.